# 5346 Benedetti
5346 Benedetti este o planetă minoră (asteroid), cu un diametru de 15,861 km, din centura de asteroizi. A fost descoperită pe 24 august 1981 la Observatorul La Silla de Henri Debehogne și a fost numită după Mario Benedetti. 
Obiectul prezintă o orbită caracterizată de o semiaxă mare de 3,1402597 UAi, o excentricitate de 0,1808032, o înclinație de 2,44957 ° în raport cu ecliptica.